# Hans Hömberg
Hans Hömberg (* 14. Dezember 1903 in Berlin; † 4. Juli 1982 in Kufstein) war ein deutscher Romanschriftsteller, Dramatiker, Drehbuch- und Hörspielautor, auch unter dem Pseudonym J. R. George bekannt.
Hömberg studierte und arbeitete als Journalist in Berlin. Er unternahm mehrere Reisen in die Mittelmeerländer, nach Vorderasien und in die USA und ließ sich schließlich in Imst (Tirol), später in Wörgl als freier Schriftsteller nieder.
In der Zeit des Nationalsozialismus war er „Kunstbetrachter“ beim Völkischen Beobachter und schrieb unter anderem Filmkritiken.
In Theaterführern und Literaturlexika der Gegenwart finden Hömberg, seine Stücke und Werke keine Berücksichtigung mehr. Auch seine Hörspiele finden kaum noch Beachtung.

## Werke
Seine literarischen Werke, zu denen Romane, Theaterstücke, Filmdrehbücher und Hörspiele gehören, lassen ihn vornehmlich als Unterhaltungsschriftsteller einordnen, obschon er auch ernste Anliegen transportierte.
Eines seiner stets „amüsanten und bühnensicheren“ (J. Meyer) Theaterstücke war Der tapfere Herr S. um Sokrates aus dem Jahr 1942, das allerdings von den Nationalsozialisten aufgrund eines „verdächtigen Humors“ rasch wieder von der Bühne verbannt wurde. Längerer Erfolg war seinen Nachkriegskomödien Ein jeder lebt’s (1945) und Hauptmann a. D. (1951) beschieden. Weitere wichtige Lustspiele waren Napoleon auf Korsika (1945), Die chinesische Witwe (1955) und Das Roß der fröhlichen Lerche (1960). Mit Man lebt nur einmal, Harry (1960) verfasste Hömberg auch ein Kriminalstück.

### Kirschen für Rom
Bekanntheit erlangte Hömberg aber vor allem durch sein bereits 1940 in Berlin uraufgeführtes Stück Kirschen für Rom, das für die Zeitumstände überraschend pazifistische Grundgedanken vermittelt. Hömberg lässt den bei der Uraufführung von Gustaf Gründgens dargestellten römischen Feldherren Lukullus in der Schlussszene sagen:
Und wenn es eines Tages soweit ist, dann soll man sagen - und soll es heiter sagen: Das war Lukull. Trotz seiner Fehler hat er nicht umsonst gelebt - da er die Kirschen nach Rom brachte.
Im Gegensatz zum Herrn S. entging dieses Stück der Nazi-Zensur.
Theodor Heuss liebte die Komödie um einen kriegsmüden Feldherrn von humanistischer Gesinnung so sehr, dass man sie 1954 zu seinem Geburtstag als Sondervorstellung aufführte. Am 6. Februar 1954 inszenierte Schmidt das Stück am Düsseldorfer Schauspielhaus – mit Antje Weisgerber als Fotis und abermals mit Gründgens als Lukullus.
Bereits 1952 lief Kirschen für Rom als Hörfunkbearbeitung mit Gustaf Gründgens und Agnes Fink im Radio; es wirkte auch der junge Rolf Schimpf mit, der später als Der Alte populär wurde. Die Aufnahme erschien als Schallplatte im Literarischen Archiv der Deutschen Grammophon (1965). 1980 – noch zu Lebzeiten Hömbergs – wurde das Stück abermals für den Hörfunk bearbeitet.

### Kulinarische Führer
Der Erfolg von Kirschen für Rom zog Buchveröffentlichungen nach sich, in denen der Weinkenner und Feinschmecker Hömberg in kulinarischen Angelegenheiten riet, die zum Teil direkt auf das bekannte Theaterstück Bezug nahmen, z. B. Lukullische Handpostille (1968), Lukullische Schatztruhe (1980), aber auch weitere Veröffentlichungen wie Professor Hömbergs mollige Schlürflust (1977).

### Jud Süß. Das Buch zum UFA-Film
Annähernd zeitgleich mit der Komödie Kirschen für Rom schrieb Hömberg unter dem Pseudonym J. R. George den Roman zu dem Nazi-Propaganda-Film Jud Süß von Veit Harlan. Er erschien 1941, enthielt 16 Filmfotos und wurde in mehrere Sprachen übersetzt. 

### Romane und Jugendbücher
Ein erster Roman nach einem eigenen Stoff erschien 1947 mit Schnee fällt auf den schwarzen Harnisch. Neben dem Schwarzen Harnisch sind es der Roman Die Memoiren des Herkules (1950) und die Erzählung Das Roß der fröhlichen Lerche (1962), die zu Hömbergs anspruchsvollsten Arbeiten als Erzähler gerechnet werden können.
Mit Schriften wie Sieben lustige Freunde (1959) und Das Geheimnis der alten Briefmarke (1965) betätigte Hömberg sich auch als Jugendbuchautor.

### Drehbücher
Von den frühen 1930er Jahren an arbeitete Hömberg als Drehbuchautor für den deutschen Film. Seine neben einer Dokumentation einzige Nachkriegsarbeit, das Drehbuch zur Verfilmung des frühen Thomas-Mann-Romans Königliche Hoheit, die 1953 mit Paul Bildt, Dieter Borsche und Lil Dagover in den Hauptrollen in die Kinos kam, ist gleichzeitig seine wohl bekannteste Arbeit für den Film.

### Originalhörspiele
Mit Die Schnapsidee verfasste Hömberg sein wohl bedeutendstes Hörspiel. In ihm wird einem Busfahrer zu seinem dreißigjährigen Dienstjubiläum vom Direktor der Busgesellschaft der abstruse Wunsch natürlich verwehrt, einmal vom Fahrplan abzuweichen zu dürfen und mit der Linie E von der Stromstraße ohne weitere Halts soweit er mag geradeaus zu fahren, anstatt plangemäß in die Gruberstraße einzubiegen. Der Kognak, den sein Chef ihm stattdessen anbietet, hat die Wirkung, dass der ansonsten abstinent lebende Busfahrer seinem Wunsch nach dem knapp darauffolgenden Dienstbeginn auch ohne offizielle Erlaubnis nachgibt. Die Szenen, die sich nun im Omnibus zwischen den verschiedensten Fahrgästen und den Fahrgästen und dem Fahrer abspielen, bilden den Kernstück des Hörspiels, das im Stil einer Hörfunkreportage gehalten ist.
Das Hörspiel wurde 1953 vom NDR unter der Regie von Gert Westphal produziert und im Hörspielbuch der Europäischen Verlagsanstalt in Frankfurt ein Jahr darauf auch in gedruckter Form veröffentlicht. Hiernach produzierten noch weitere Sender eigene Fassungen des Spiels. Noch Ende der 1960er Jahre fand es Aufnahme in Reclams Hörspielführer.
Weitere Originalhörspiele Hömbergs sind Das Juniweihnachtsfest (1975), In Cognac gibt es keine Tränen, das die Lebensgeschichte des Franz von Cognac humoristisch nachzeichnet und 1977 vom Bayerischen Rundfunk u. a. mit Klaus Maria Brandauer besetzt gesendet wurde und das frühe Eine Tonne Geld (1951).

#### Hömbergs Kaleidophon
In Österreich bekannt geworden ist Hans Hömberg vor allem durch das von ihrem verfasste Kaleidophon, ein wöchentliches Literatur-Feuilleton im Radio. Bereits ab 1946 strahlte Radio Tirol diese Sendung wöchentlich am Samstagabend aus. Das Kaleidophon wurde schließlich von Ö1 übernommen und somit österreichweit ausgestrahlt. Dort nahm er mit scheinbar unwesentlichen Alltags-Betrachtungen kritisch zum Tages-Geschehen Stellung. Hömberg wollte Vergangenes, Zukünftiges und Gegenwärtiges darstellen. Sprecher des Kaleidophons waren unter anderen Axel Corti und Ernst Grissemann, beide noch in jungen Jahren.